# У Цзюньшен
У Цзюньшен ( 吳俊陞, 1863—1928) — китайський генерал, головнокомандувач кавалерією у Фентянській армії.
У Цзюньшен народився 23 листопада 1863 року в селянській родині в повіті Чанту, провінція Фентянь (сьогодні Ляонін). Він вступив до кавалерійського війська в 1880 році, допоміг розгромити війська маньчжурів (підтриманих японцями) в 1912 році. Він підтримував монархію Юань Шикая в 1915 році та намагання Чжан Цзоліня захопити Маньчжурію. У березні 1921 року він став військовим і цивільним губернатором Хейлунцзяна, а в 1924 році підвищений до командувача 5-ю армією. Він обіймав ці посади до своєї смерті. 4 червня 1928 року японський офіцер підірвав бомбу у залізничному вагоні, у якому їхав Чжан Цзолінь та У Цзюшень. Обидва політики загинули.